# Puerto Madero

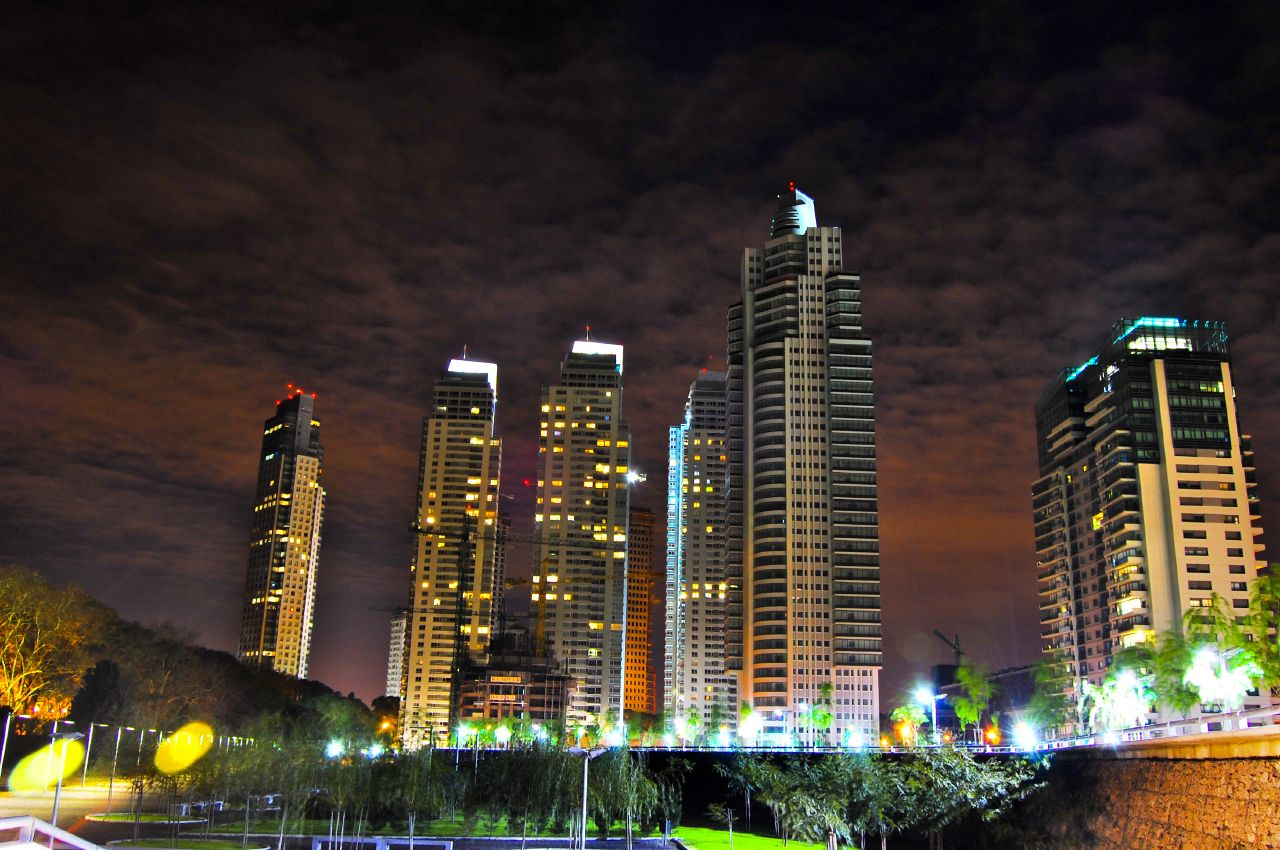
Puerto Madero nocą

Puerto Madero – dzielnica Buenos Aires obejmująca znaczne obszary rzeki La Plata. 
Zajmuje powierzchnię 2,1 km². Dzielnica swą nazwę przyjęła na cześć biznesmena Eduardo Madero, który w 1882 roku przedstawił tu projekt portu z podobnymi rozwiązaniami technologicznymi, jakie są w Londynie. Znajduje się tu również budynek rządu Argentyny, zbudowany w ostatniej dekadzie XIX wieku. Jest to jedna z najmłodszych, najdroższych i najbardziej ekskluzywnych dzielnic Buenos Aires. Znajduje się tu wiele drogich hoteli, m.in.: Hilton Hotel Buenos Aires, Panamericano, czy wysokich biurowców i drapaczy chmur. Przez Puerto Madero przebiega Avenida de Mayo, najszersza ulica na świecie. Ulica Lavalle to ruchliwy deptak, wzdłuż którego ciągną się różnorodne sklepy z pamiątkami oraz znajduje się tu Galeria Pacifico z luksusowymi sklepami, kawiarniami i licznymi wystawami fotografii, malarstwa i rzeźby. Wzdłuż alei w kierunku portu znajdują się liczne biurowce, m.in.: IBM, Sun Microsystems czy firmy Microsoft. Wzdłuż portu ciągną się przez dwa kilometry liczne restauracje, apartamentowce i biurowce zagranicznych i miejscowych korporacji. Dzielnica ta stała się obecnie jednym z największych centrum rozwoju handlu i biznesu oraz jednym z miejsc, gdzie można znaleźć najlepsze restauracje, dyskoteki, kina, centra kulturalne i inne instytucje. W dzielnicy Puerto Madero jest również rozległy obszar terenów zieleni poświęcony różnorodnym rozrywkom. Od 2007 r. kursują tu tramwaje.